# Ctenogobius pseudofasciatus
Ctenogobius pseudofasciatus är en fiskart som först beskrevs av Gilbert och Randall, 1971.  Ctenogobius pseudofasciatus ingår i släktet Ctenogobius och familjen smörbultsfiskar. Inga underarter finns listade i Catalogue of Life.